# Massif du Rotondo
Massif du Rotondo este o arie protejată (sit de importanță comunitară — SCI) din Franța întinsă pe o suprafață de 15.295 ha, integral pe uscat.

## Localizare
Centrul sitului Massif du Rotondo este situat la coordonatele 42°14′56″N 9°04′25″E / 42.24889°N 9.07361°E.

## Înființare
Situl Massif du Rotondo a fost declarat arie specială de conservare în baza directivei 92/43 din 1992 referitoare la conservarea habitatelor naturale și a faunei și florei sălbatice pentru a proteja 4 specii de plante și 11 specii de animale.

## Biodiversitate
Situată în ecoregiunea mediteraneană, aria protejată conține 11 habitate naturale: Liziere de ierburi înalte hidrofile de câmpie și de nivel montan până la alpin, Grohotișuri silicioase de la nivelul montan până la nivelul zăpezii (Androsacetalia alpinae și Galeopsietalia ladani), Păduri de pin (sub-) mediteraneene cu pini negri endemici, Păduri de pin mediteraneene cu pini mezogeni endemici, Păduri mediteraneene de Taxus baccata, Grohotișuri silicioase medio-europene, la altitudine înaltă, Galerii de Salix alba și de Populus alba, Pajiști alpine și subalpine calcaroase, Pante stâncoase silicioase cu vegetație casmofită, Lande oro-mediteraneene cu formațiuni endemice de grozamă, Păduri de Quercus ilex și Quercus rotundifolia.
La baza desemnării sitului se află mai multe specii protejate:
- plante (4): Brassica insularis, Buxbaumia viridis, Euphrasia genargentea, Herniaria litardierei
- amfibieni (2): Discoglossus montalentii, Discoglossus sardus
- mamifere (7): liliac cârn (Barbastella barbastellus), Cervus elaphus corsicanus, liliac cu aripi lungi (Miniopterus schreibersii), liliac cărămiziu (Myotis emarginatus), liliacul mediteranean cu potcoavă (Rhinolophus euryale), liliacul mare cu potcoavă (Rhinolophus ferrumequinum), liliacul mic cu potcoavă (Rhinolophus hipposideros)
- nevertebrate (1): Papilio hospiton
- pești (1): salmo cettii (Salmo cetti)

Pe lângă speciile protejate, pe teritoriul sitului au mai fost identificate 1 specie de plante, 1 specie de amfibieni, 9 specii de mamifere, 1 specie de nevertebrate.